# Papyridea soleniformis
Papyridea soleniformis är en musselart som först beskrevs av Bruguiere 1789.  Papyridea soleniformis ingår i släktet Papyridea och familjen hjärtmusslor. Inga underarter finns listade i Catalogue of Life.